# Dolichomitra robusta
Dolichomitra robusta är en bladmossart som beskrevs av S. Okamura 1911. Dolichomitra robusta ingår i släktet Dolichomitra och familjen Lembophyllaceae. Inga underarter finns listade i Catalogue of Life.